# داسو میراژ ۵
داسو میراژ ۵ (به انگلیسی: Dassault Mirage 5) یک هواگرد ساختِ کارخانهٔ داسو اویاسیون در کشور فرانسه است . نخستین استفاده‌کنندهٔ این هواپیما نیروی هوایی فرانسه بوده‌است. این هواگرد برای نخستین بار در ۱۹ مه ۱۹۶۷ میلادی مورد استفاده قرار گرفت.
در جریان جنگ ایران و عراق ، عراق بعثی 
۵ فروند میراژ ۵ از مصر اجاره کرد تا علیه ایران استفاده کند . یک فروند از این میراژ ها توسط گرامن اف_۱۴تامکت نیروی هوایی ایران ، سرنگون شد .